# Manuel Scorza
Manuel Scorza (n. 9 septembrie 1928, Lima, Peru – d. 27 noiembrie 1983, Mejorada del Campo⁠(d), Spania) a fost un important romancier, poet și activist politic peruvian, exilat în timpul regimului lui Manuel Odría.

## Viața și cariera
Manuel Scorza s-a născut la Lima în 1928, tatăl fiind metis, mama indiană. Tatăl său avea un chioșc de ziare, cea ce i-a permis lui Manuel să citească mult, mai mult pe furiș, deoarece tatăl său detesta cititul.
Manuel Scorza a absolvit Colegiul Militar „Leoncio Prado“. Interesat de politică, a activat clandestin într-o celulă APRA (Alianța Populară Revoluționară Americană). Din 1946, a studiat Litere, la Universitatea Națională „San Marcos“. După ce a venit la putere președintele Jose Luis Bustamante y Rivero, alesul partidelor de stânga, a urmat o perioadă de deschidere democratică, iar Scorza s-a înscris în APRA. În 1948, în urma loviturii de stat a generalului Odría, care a instaurat dictatura militară, tânărul de 20 de ani a fost acuzat de regim de implicare în activități subversive. A fost închis pentru puțin timp, apoi a fost obligat să plece în exil. Cu mici întreruperi, Scorza a rămas toată viața un exilat. A locuit în Argentina, Brazilia, Chile, iar în 1952 s-a stabilit în Mexic, unde și-a continuat studiile. La „Jocurile Florale de Poezie“, organizate cu prilejul aniversării Universității Naționale Autonome din Mexic la 400 de ani de la fondare, s-a clasat pe locul I, cu poemul „Cântec pentru minerii din Bolivia”.
După căderea dictaturii, s-a întors în Peru, în 1958, dar activitatea sa politică în favoarea mișcării țăranilor andini a dus la o nouă plecare în exil în 1968, când s-a stabilit la Paris unde a învățat limba franceză și a început să predea limba spaniolă la Școala Normală Superioară din Saint Cloud.
A murit în accidentul aviatic Avianca Flight 011, când avionul în care se afla s-a prăbușit în apropierea Aeroportului Madrid-Barajas după ce s-a izbit de câteva dealuri. În acel accident au murit 181 de pasageri, inclusiv romancierul și dramaturgul mexican Jorge Ibargüengoitia, scriitorul, profesorul universitar și criticul literar uruguayan Ángel Rama și criticul de artă argentinian Marta Traba.
El este cel mai bine cunoscut pentru seria de cinci romane, cunoscută sub numele „Războiul tăcut”, care a început cu Redoble por Rancas (1970). Toate cele cinci romane au fost traduse în mai mult de patruzeci de limbi străine.

## Opera
- Las Imprecaciones (1955)
- Los adioses (1959)
- Desengaños del mago (1961)
- Poesía amorosa (1963)
- El vals de los reptiles (1970)
- Poesía incompleta (1970)
- Ciclul romanesc „Războiul tăcut”:
Redoble por Rancas (1970) (Bat tobele pentru Rancas, Ed. Univers, 1974)
Historia de Garabombo el Invisible (1972) (Garabombo invizibilul, Ed. Univers, 1976)
El Jinete Insomne (1977) (Călărețul fără somn, Ed. Univers, 1981)
Cantar de Agapito Robles (1977) (Cîntecul lui Agapito Robles, Ed. Univers, 1983)
La Tumba del Relámpago (1979)
- La danza inmóvil (1983)

## Legături externe
- Biography
- "Sobre la irrealidad total, he puesto la realidad absoluta" (Interview, 1979)
- Wise, David O. (1983). „Writing for Fewer and Fewer: Peruvian Fiction 1979-1980”. Latin American Research Review. Latin American Studies Association. 18 (1): 189–200. ISSN 1542-4278. JSTOR 2502866.